# Polybius (légende urbaine)
Pour les articles homonymes, voir Polybius.

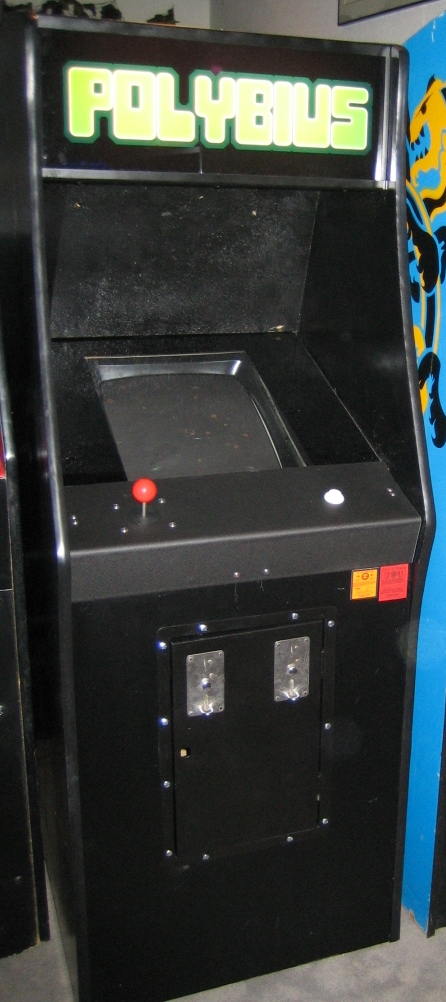
Maquette de borne d'arcade Polybius de la collection Rogue Synapse.

Polybius est une légende urbaine née au début des années 2000, concernant un jeu d'arcade fictif des années 1980,. Il a servi d'inspiration pour plusieurs jeux du même nom. 
Le mythe veut que le jeu ait été créé dans le cadre d’une expérience de psychologie participative organisée par le gouvernement américain à Portland en 1981. Le jeu aurait des effets psychoactifs et addictifs intenses. Ces quelques bornes d'arcade accessibles dans des lieux publics auraient été visitées périodiquement par des hommes en noir dans le but d’exporter les données des machines pour en analyser ces effets. Les machines d'arcade Polybius auraient ensuite disparu des salles.

## Légende urbaine
En raison de la nature virale et anecdotique de la légende, son origine exacte n'est pas claire. Certains récits anecdotiques affirment que la légende est née sur Usenet en 1994, ou plus tôt encore par le bouche à oreille hors ligne ; aucune preuve ne soutient ces deux théories. La première mention vérifiable de Polybius est une entrée pour le titre ajouté au site Coinop, spécialisé en jeux d’arcade, le 6 février 2000. La page mentionne le nom Polybius et un copyright déposé en 1981 bien qu'aucun copyright du nom Polybius n’ait réellement été enregistré à cette époque. Le créateur de la page affirme être en possession d'une version en émulation du jeu et en avoir extrait des fragments de texte, dont « 1981 Sinneslöschen » (« suppression sensorielle 1981 »).  Le reste des informations sur le jeu est manquant et la section « À propos » décrit la légende urbaine.  
Polybius serait un jeu d'arcade inédit apparu dans plusieurs banlieues de Portland, Oregon, en 1981. Le jeu est décrit comme populaire au point de créer une dépendance, avec des files d’attente se formant autour des machines et des gens se battant entre eux pour jouer à leur tour. Les machines recevraient régulièrement la visite d’hommes en noir, qui collectent les données des machines, apparemment pour tester les réponses aux effets psychoactifs du jeu. Les joueurs auraient souffert d'une série d'effets secondaires désagréables, y compris l'amnésie, l'insomnie, des terreurs nocturnes et des hallucinations. Environ un mois après sa supposée sortie en 1981, Polybius aurait disparu sans laisser de trace.  
La société nommée dans la plupart des récits est Sinneslöschen. Le mot est dans un allemand approximatif (grammaticalement juste, mais non usité) signifiant « suppression des sens » ou « privation sensorielle ».  
Un peu avant septembre 2003, Kurt Koller, le propriétaire de coinop.org, parle de Polybius au magazine de jeux vidéo GamePro. Polybius est mentionné dans le numéro de septembre 2003 de GamePro, dans le cadre d'un reportage sur les jeux vidéo appelé Secrets and Lies (« Secrets et Mensonges »). Il s'agit de la première mention imprimée connue du jeu. L’auteur de l’article conclut qu’il ne peut pas vérifier l’existence ou non du jeu. 
Après cet article dans le magazine GamePro, un certain nombre de personnes ont affirmé avoir joué un rôle dans l’histoire de Polybius. En 2006, un homme du nom de Steven Roach affirme être un des programmeurs originaux du jeu, et dit que sa société avait développé un jeu au graphisme très avant-gardiste. Cependant, selon Roach, les animations auraient provoqué une crise d’épilepsie d’un jeune garçon, et les bornes d’arcade auraient été retirées par la société en panique. Roach ne fournit aucune preuve de ses affirmations, mais les détails qu’il raconte sur le système de jeu servent de base au jeu de Rogue Synapse inspiré de la légende urbaine Polybius.
Une borne Polybius apparaît dans un épisode de Loki, saison 1, épisode 5, sans que cela n'ait d'incidence sur l'histoire.

## Crédibilité

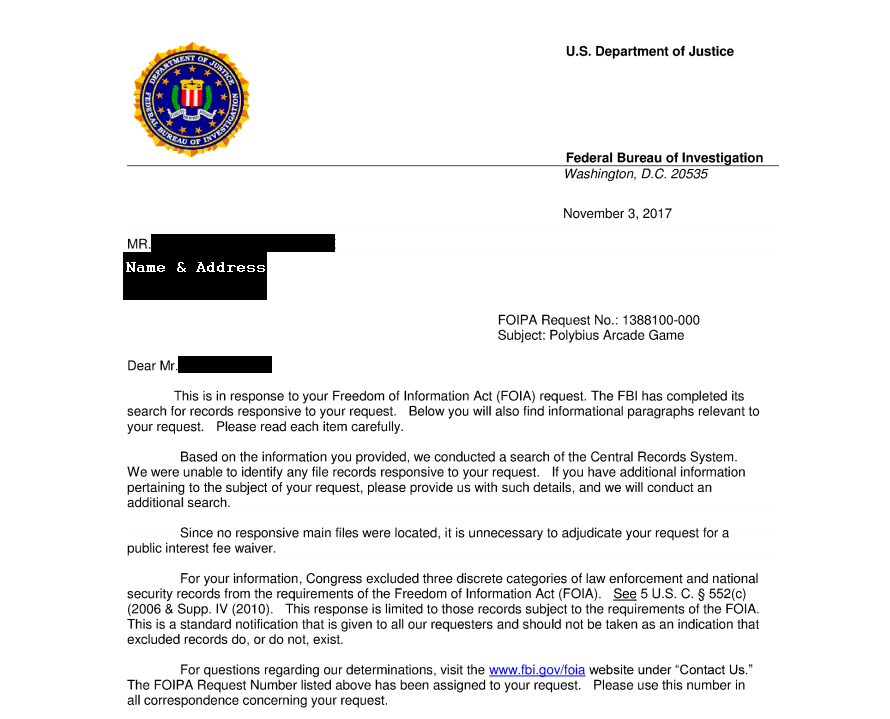
Demande E-FOIA pour Polybius, sans résultat.

L'existence du jeu original n'a jamais été prouvée. Snopes affirme qu’il s’agit seulement d’une mise à jour de rumeurs des années 1980 selon lesquelles des hommes en noir visitaient les salles d'arcade et avaient retiré les noms des meilleurs joueurs des jeux d'arcade. Cela avait conduit à l'hypothèse que le gouvernement organisait une sorte d'expérience et envoyait des messages subliminaux aux joueurs.  
Les magazines de l'époque consacrés aux jeux électroniques ne font pas mention d'un Polybius, et les médias grand public omettent également de noter un tel jeu. Bien qu'il existe un certain nombre de bornes d’arcades et de jeux inspirés du mythe, tous s’inspirent de la légende et sont plus récents qu’elle. Ben Silverman, de Yahoo! Games, affirme que malgré l’absence de preuve que ce jeu a existé, Polybius est un jeu culte, illustrant une ère encore rétive à la technologie.
Le producteur et auteur américain Brian Dunning (en) pense que Polybius est une légende urbaine issue d'un mélange d'influences dans les années 1980. Il note que deux joueurs sont tombés malades à Portland le même jour en 1981, l'un s'effondrant avec une migraine après avoir joué à Tempest, et un autre souffrant de douleurs à l'estomac après avoir joué à Asteroids pendant 28 heures d’affilée au cours d’une tentative filmée de battre le record du monde. Dunning remarque que le Federal Bureau of Investigation se rend dans plusieurs salles d'arcade vidéo dans la région dix jours plus tard ; leurs propriétaires sont soupçonnés d'utiliser les machines pour des jeux d’argent, et avant le raid, des agents du FBI surveillaient les bornes d'arcade pour détecter des signes d'altération des jeux et des records. Dunning suggère que ces deux événements ont été combinés dans une légende urbaine. Il croit qu'un tel mythe doit avoir été créé en 1984 et qu'il a influencé l'intrigue du film Starfighter, dans lequel un adolescent est recruté par des extraterrestres qui ont surveillé son expérience de jeu. Dunning considère que "Sinneslöschen" est le genre de nom qu'un locuteur non allemand générerait s'il essayait de créer un mot composé à l'aide d'un dictionnaire anglais-allemand.  
Le jeu Cube Quest (en), sorti dans les salles d'arcade en 1983, est un jeu de tir aux visuels surréalistes qui se jouait à partir d'un laserdisc ; en tant que tel, ses visuels étaient très en avance sur les jeux typiques de l'époque, et il nécessitait beaucoup de maintenance, étant retiré des arcades après un court laps de temps en raison de pannes des lecteurs de laserdiscs. De nombreux commentateurs en déduisent que les joueurs qui prétendent se souvenir d'avoir joué à Polybius se souviennent en réalité de Cube Quest.  
Cependant, certains sceptiques pensent que le mythe a une origine beaucoup plus récente. Le cinéaste et journaliste gaming Stuart Brown, après avoir enquêté sur l'origine de la légende, n'a trouvé aucune preuve du mythe de Polybius existant avant l'an 2000. Il a conclu que Polybius était un canular intentionnel de Kurt Koller, le propriétaire de coinop.org, afin de générer du trafic vers son site Web. Le canular aurait capitalisé sur la popularité des théories du complot et la viralité des légendes urbaines sur Internet. Pour Brown, les éléments identifiés dans les années 1980 sont des coïncidences utilisées pour justifier le mythe a posteriori. Il estime que les personnes témoignant avoir entendu parler du jeu sur Usenet en 1994 confondent Polybius et l’énigme de Publius (en). Le logo de Polybius, fourni par l'image sur coinop.org en 2000, ressemble énormément à ceux de Bubbles et Robotron: 2084, deux jeux de Williams Electronics sortis en 1982.

## Adaptations

### Polybiuspour PC (2007)
En 2007, les développeurs de logiciels gratuits et constructeurs d'arcade Rogue Synapse achètent le domaine sinnesloschen.com et proposent le jeu téléchargeable gratuit Polybius pour PC. La conception du jeu est en partie basée sur une description contestée de Polybius par Steven Roach.  
Polybius de Rogue Synapse est un jeu de tir 2D ressemblant à Star Castle. Il reproduit également exactement l'écran de titre et la police de caractères du site CoinOp et est compatible avec les PC montés à l'intérieur des bornes d'arcade. En conséquence, les fans ont pu créer des bornes d'arcade Polybius jouables.
Le propriétaire de Rogue Synapse, Estil Vance, fonde une société basée au Texas portant le nom de Sinnesloschen en 2007. Il y transfère la marque "Rogue Synapse"  et la marque "Polybius". L'auteur affirme que le jeu est une « tentative de recréer le jeu Polybius comme il aurait pu exister en 1981 ».  

### Polybiuspour PlayStation 4 (2017)
En 2016, Llamasoft annonce un jeu appelé Polybius pour PlayStation 4 avec prise en charge de la PlayStation VR.  Polybius est ajouté sur le PlayStation Store le mardi 9 mai 2017. 
Avant le lancement, le co-créateur du jeu, Jeff Minter prétend avoir été autorisé à jouer à une borne d’arcade Polybius originale dans un entrepôt à Basingstoke, en Angleterre. Il reconnaît plus tard que le jeu est inspiré de la légende urbaine, sans reproduire le gameplay présumé du jeu.  

## Lien Web
- Freeware-Version Polybius
- Sinnesloschen.com
- Homepage
- (en) Polybius sur KLOV